# Heinz Lehmann (Historiker)
Hans Heinz Lehmann (* 13. August 1907 in Rixdorf; † 6. Juni 1985 in Tübingen) war ein deutscher Historiker und Anglist.

## Leben und Wirken
Nach seiner Reifeprüfung 1925 am Kaiser-Friedrich-Realgymnasium Neukölln studierte Heinz Lehmann Anglistik, Geschichte und Germanistik an der Universität Berlin, der Universität Bonn und am King’s College London. 1931 wurde er an der Universität Berlin mit einer Dissertation „Zur Geschichte der Deutschen in Kanada“ promoviert. Außerdem legte er das erste und zweite Staatsexamen für das Lehramt an höheren Schulen ab. In Kanada führte er weitere Forschungsarbeiten durch, arbeitete als wissenschaftlicher Assistent an der Universität Hamburg, Gymnasiallehrer in Berlin und Lehrbeauftragter an der Universität Berlin. 1938 habilitierte er sich an der Universität Breslau und war dort als Privatdozent tätig. 1942 erhielt er eine außerordentliche Professur an der Universität Berlin (Auslandswissenschaftliche Fakultät) vor allem für Volks- und Staatenkunde Großbritanniens und des Britischen Weltreichs. Nach dem Zweiten Weltkrieg war Lehmann nach Übernahme von Verwaltungsämtern in Württemberg von 1949 bis 1970 in Reutlingen und Tübingen im höheren Schuldienst tätig. Von 1952 bis 1958 versah er einen Lehrauftrag an der Eberhard Karls Universität Tübingen. 
In seinen Veröffentlichungen hat sich Heinz Lehmann vor allem mit den Deutschkanadiern beschäftigt. 

## Veröffentlichungen
- Zur Geschichte des Deutschtums in Kanada. Bd. 1: Das Deutschtum in Ostkanada (= Schriften des Deutschen Auslands-Instituts, Reihe A, Bd. 31). Ausland u. Heimat Verl.-AG, Stuttgart 1931 (= Dissertation Universität Berlin).
- Das evangelische Deutschtum in Kanada. In: Auslandsdeutschtum und evangelische Kirche. Jahrbuch, Jg. 1935, S. 218–252.
- Kanada. Volksbund für das Deutschtum im Ausland, Berlin 1936.
- Zur Karte des Deutschtums in den kanadischen Prärieprovinzen. In: Deutsches Archiv für Landes- und Volksforschung, Bd. 2 (1938), S. 859–866.
- Das Deutschtum in Westkanada (= Veröffentlichungen der Hochschule für Politik. Sachgebiet Volkstumskunde, Bd. 1). Junker u. Dünnhaupt, Berlin 1939 (= Habilitationsschrift Universität Breslau).
- Englands Spiel mit Polen. Die englisch-polnischen Beziehungen seit dem Weltkriege. Junker u. Dünnhaupt, Berlin 1940.
- Die britischen Dominien im Kriege. Kanada. In: Monatshefte für auswärtige Politik, Bd. 8 (1941), S. 204–213.
- Umfang und Grenzen der Wirtschaftskraft Kanadas. In: Zeitschrift für neusprachlichen Unterricht, Bd. 40 (1941), S. 241–249.
- Malaya unter britischer Herrschaft. Junker u. Dünnhaupt, Berlin 1941.
- Kanadas Verhältnis zu den Vereinigten Staaten. In: Zeitschrift für Politik, Bd. 32 (1942), S. 536–545.
- Großbritannien (= Kleine Auslandskunde, Bd. 27–28). Junker u. Dünnhaupt, Berlin 1943.
- Kanada und Neufundland (= Kleine Auslandskunde, Bd. 31). Junker u. Dünnhaupt, Berlin 1944.
- England und die deutsche Teilung. In: Günther Franz (Hrsg.): Teilung und Wiedervereinigung. Eine weltgeschichtliche Übersicht. Musterschmidt, Göttingen 1963, S. 200–209.
- Nehru. Baumeister des neuen Indien (= Persönlichkeit und Geschichte, Bd. 38). Musterschmidt, Zürich 1965.
- The German Canadians 1750–1937. Immigration, settlement & culture. Transl., ed. & introd. by Gerhard P. Bassler. Jesperson, St. John’s, Newfoundland 1986, ISBN 0-920502-76-8.